# Konståret 1936

## Händelser
24 juli - Fontänskulpturen Orfeusgruppen av Carl Milles invigs på Hötorget i Stockholm
30 oktober – den nya avdelningen av Berlins Nationalgalerie i Kronprinzenpalais, där huvudsakligen ny tysk expressionistisk bildkonst finns, stängs av regeringen i Nazityskland. 

### Okänt datum
- Stig Blomberg, Sverige vinner brons i statyer vid konsttävlingarna vid Olympiska spelen 1936 i Berlin med sitt verk Tampande ungdomar.
- Värmlands konstförening bildades

## Verk
- Balthus – Andre Derain

## Utställningar
- 11 juni – London International Surrealist Exhibition,[1] den II internationella surrealistutställningen efter Köpenhamn året innan, enligt André Breton,[2] öppnar på New Burlington Galleries i London och håller på till 4 juli. Det är den mest välorganiserade manifestationen av surrealistisk konst hittills. Erik Olson och Stellan Mörner är med från Sverige. Danske Wilhelm Freddie hindras från att delta, därför att den brittiska tullen beslagtar hans verk som osedliga. Rita Kernn-Larsen (1904–1998) företräder därmed Danmark ensam. Toyen och Jindřich Štyrský representerar den nybildade tjeckiska surrealistgruppen. För övrigt medverkar konstnärer från USA, Österrike, Belgien, Frankrike, Tyskland, Storbritannien, Grekland, Italien, Rumänien, Spanien och Schweiz.

## Födda
- 3 januari – Leif Nelson (död 2020), svensk konstnär, kopparetsare.
- 11 januari – Eva Hesse (död 1970), tysk-amerikansk konstnär.
- 10 februari – Tord Nygren, svensk illustratör och författare.
- 24 februari – Jan van Haasteren, nederländsk skämttecknare och serietecknare.
- 11 mars – Stig Schedvin, svensk målare.
- 17 april – Heikki W. Virolainen (död 2004), finländsk skulptör.
- 24 april – Lennart Jirlow, svensk konstnär.
- 12 maj – Frank Stella, amerikansk målare.
- 14 maj – Richard Estes, amerikansk målare inom fotorealism.
- 1 juni – Gerald Scarfe, brittisk illustratör.
- 8 juni – Bengt Olof Kälde (död 2014), svensk konstnär, konservator och heraldiker.
- 8 juli – Dick Bengtsson (död 1989), svensk konstnär.
- 13 juli – Bengt Berglund, svensk keramisk konstnär och formgivare.
- 15 juli – Maria Adlercreutz (död 2014), svensk konstnär.
- 30 juli – Sigvard Olsson, svensk tecknare, grafiker, målare, scenograf och dramatiker.
- 1 augusti – Yves Saint-Laurent (död 2008), fransk modeskapare.
- 12 augusti – Hans Haacke, tysk konceptkonstnär.
- 4 september – Bodil Hagbrink, svensk konstnär och illustratör.
- 28 november – Agim Zajmi, albansk målare.
- 25 december – Torgny Wärn, svensk tecknare.

## Avlidna
- 23 januari – Edmond Aman-Jean (född 1858), fransk målare.
- 19 mars – Ottilia Adelborg (född 1855), svensk akvarellkonstnär.
- 3 juli – Ivar Kamke (född 1882), svensk målare och grafiker.
- 20 juli – Torsten Jovinge (född 1898), svensk målare och tecknare.
- 8 oktober – Elis Eriksson (född 1856), svensk möbelsnickare.
- 30 oktober – Lorado Taft (född 1860), amerikansk skulptör.
- 24 december – Wolfgang Schulte (född 1911), tysk konstnär.